# Biosfeerreservaat Nizjegorodskoje Zavolzje
Biosfeerreservaat Nizjegorodskoje Zavolzje (Russisch: Биосферный резерват «Нижегородского Заволжья») is een biosfeerreservaat gelegen in de oblast Nizjni Novgorod in het midden van Europees Rusland, circa 90 kilometer ten noordoosten van de samenvloeiing van de Wolga en Oka. De oprichting vond plaats op 16 december 2002 per besluit van het Internationaal Coördinerend Comité van UNESCO's Mens- en Biosfeerprogramma (MAB). De kernzone van het reservaat omvat het in 1993 opgerichte natuurreservaat Zapovednik Kerzjenski. Biosfeerreservaat Nizjegorodskoje Zavolzje heeft een oppervlakte van 309,57 km². Ook werd er een bufferzone van 106,6 km² en een overgangszone van 158,29 km² ingesteld. Het grondgebied van het reservaat omvat oude boreale bossen, enkele hoogvenen, een onaangeraakt merencomplex en riviervalleien.

## Flora en fauna
Biosfeerreservaat Nizjegorodskoje Zavolzje wordt vertegenwoordigd door 629 soorten vaatplanten, 184 mossen, 206 korstmossen en 369 schimmels. Zeldzame plantensoorten die er groeien zijn bijvoorbeeld het rood bosvogeltje (Cephalanthera rubra) en de kapjesorchis (Neottianthe cucullata).
Binnen de gewervelde dieren zijn er 46 soorten zoogdieren, 153 vogels, zes reptielen, zes amfibieën en 21 vissen vastgesteld. Hiertussen bevinden zich bedreigde soorten als zwarte ooievaar (Ciconia nigra), visarend (Pandion haliaetus), slangenarend (Circaetus gallicus) en grutto (Limos limosa). Ook is er sinds 2001 een herintroductieprogramma opgestart voor de Russische desman (Desmana moschata), een zeldzame diersoort die op de Rode Lijst van de IUCN staat en endemisch is voor Rusland.